# Trenul Dinozaur
Trenul Dinozaur este un serial de animație american, canadian și singaporez, creat de Craig Bartlett și Douglas Hansen. În serial este vorba despre un Tyrannosaurus Rex curios, numit Buddy („Amic"), care, împreună cu familia sa adoptivă de  Pteranodoni, urcă în Trenul Dinozaur să exploreze era sa, și să aibă aventuri cu tot felul de dinozauri.
Serialul este produs de The Jim Henson Company în asociere cu Media Development Authority, Sparky Animation, FableVision, Big Bang Digital Studios, Canadian Television Fund și Snee-Oosh, Inc.
Este al doilea show al Companiei lui Jim Henson, Sparky Animation și Big Bang Digital Studios, care este animat pe calculator.
În SUA, Canada și Singapore serialul este difuzat pe PBS Kids, TVOKids și Mediacorp.

## Difuzare în România
Minimax, TVR 2, TVR HD (devenită TVR 2 HD din 2019), Acasă Gold (fostul Pro Gold), Pro TV Internațional (fără incadrare).